# Tam nguyên (Đạo giáo)
Trong Đạo giáo, tam nguyên là một thuật ngữ đa nghĩa:
- Đồng nghĩa với Tam quan: rằm tháng Giêng Thiên quan là Thượng nguyên, rằm tháng Bảy Địa quan là Trung nguyên, rằm tháng Mười Thủy quan là Hạ nguyên; những lễ này trùng với mùa chay.
- Tam nguyên là Thiên, Địa, Thủy. Vân Cấp Thất Thiêm nói: "Sau khi hỗn độn phân chia rồi, có khí của Tam nguyên là Thiên, Địa, Thủy sinh thành nhân luân và trưởng dưỡng vạn vật." (Phù hỗn độn phân hậu, hữu thiên địa thủy tam nguyên chi khí, sinh thành nhân luân, trưởng dưỡng vạn vật).
- Ba vị thần (Tam quan đại đế): Thiên Quan (ban phúc lộc), Địa Quan (trách phạt tội), Thủy Quan (giải tai ách). Lễ Tam nguyên kết hợp với 3 vị thần này, cho nên ta thấy dấu vết Đạo giáo trong tín ngưỡng dân gian cả Trung Quốc cũng như Việt Nam. Rằm tháng Giêng được gọi là Thiên Quan Tứ Phúc (Thiên Quan ban phúc cho dân). Trước cửa nhà nhiều người Việt cũng như người Hoa thường có bàn thờ nhỏ với 4 chữ Thiên Quan Tứ Phúc này. (天官賜福)

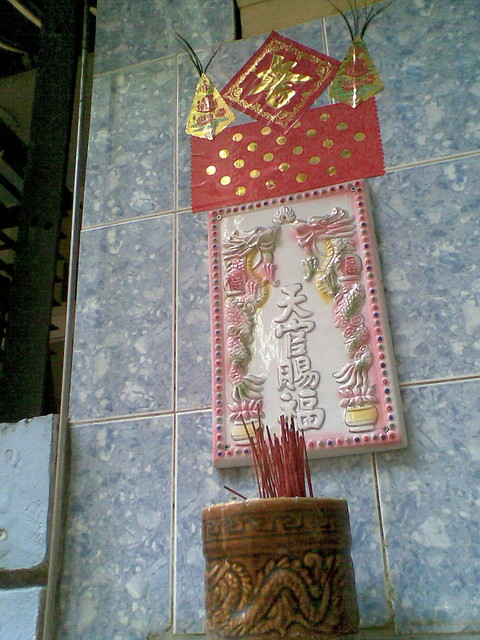
bàn thờ nhỏ với 4 chữ "Thiên quan tứ phúc"

- Tam nguyên đồng nghĩa tam quang (nhật, nguyệt, tinh), tức là Mặt Trời, Mặt Trăng và các sao.
- Tam nguyên là 3 đan điền (như Tham Đồng Khế nói).
- Tam nguyên là nguyên tinh, nguyên khí, nguyên thần (như Ngộ Chân Thiên nói).